# Draché
Draché ist eine französische Gemeinde mit 700 Einwohnern (Stand: 1. Januar 2022) im Département Indre-et-Loire in der Region Centre-Val de Loire; sie gehört zum Arrondissement Loches und zum Kanton Descartes. Die Einwohner werden Drachéens genannt.

## Geographie
Draché liegt etwa 37 Kilometer südsüdwestlich von Tours am Flüsschen Réveillon. Umgeben wird Draché von den Nachbargemeinden Sainte-Maure-de-Touraine im Norden, Sepmes im Osten, Marcé-sur-Esves im Südosten, La Celle-Saint-Avant im Süden und Südwesten sowie Maillé im Westen.

## Bevölkerungsentwicklung
| Jahr                      | 1962 | 1968 | 1975 | 1982 | 1990 | 1999 | 2006 | 2017 |
| Einwohner                 | 608  | 520  | 521  | 518  | 592  | 635  | 675  | 745  |
| Quelle: Cassini und INSEE |      |      |      |      |      |      |      |      |

## Sehenswürdigkeiten
- Pierre Percée, Monument historique
- Kirche Saint-Sulpice

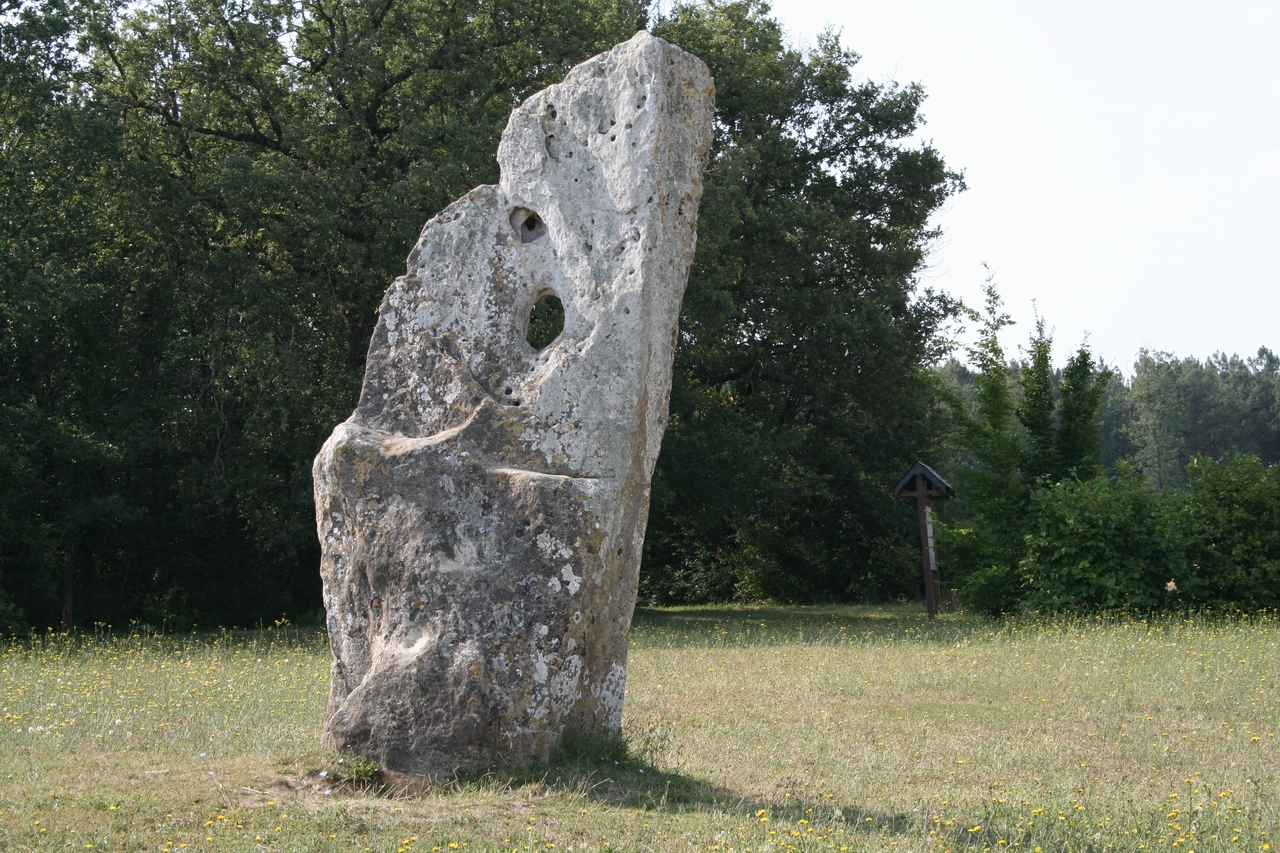
Menhir La Pierre Percée
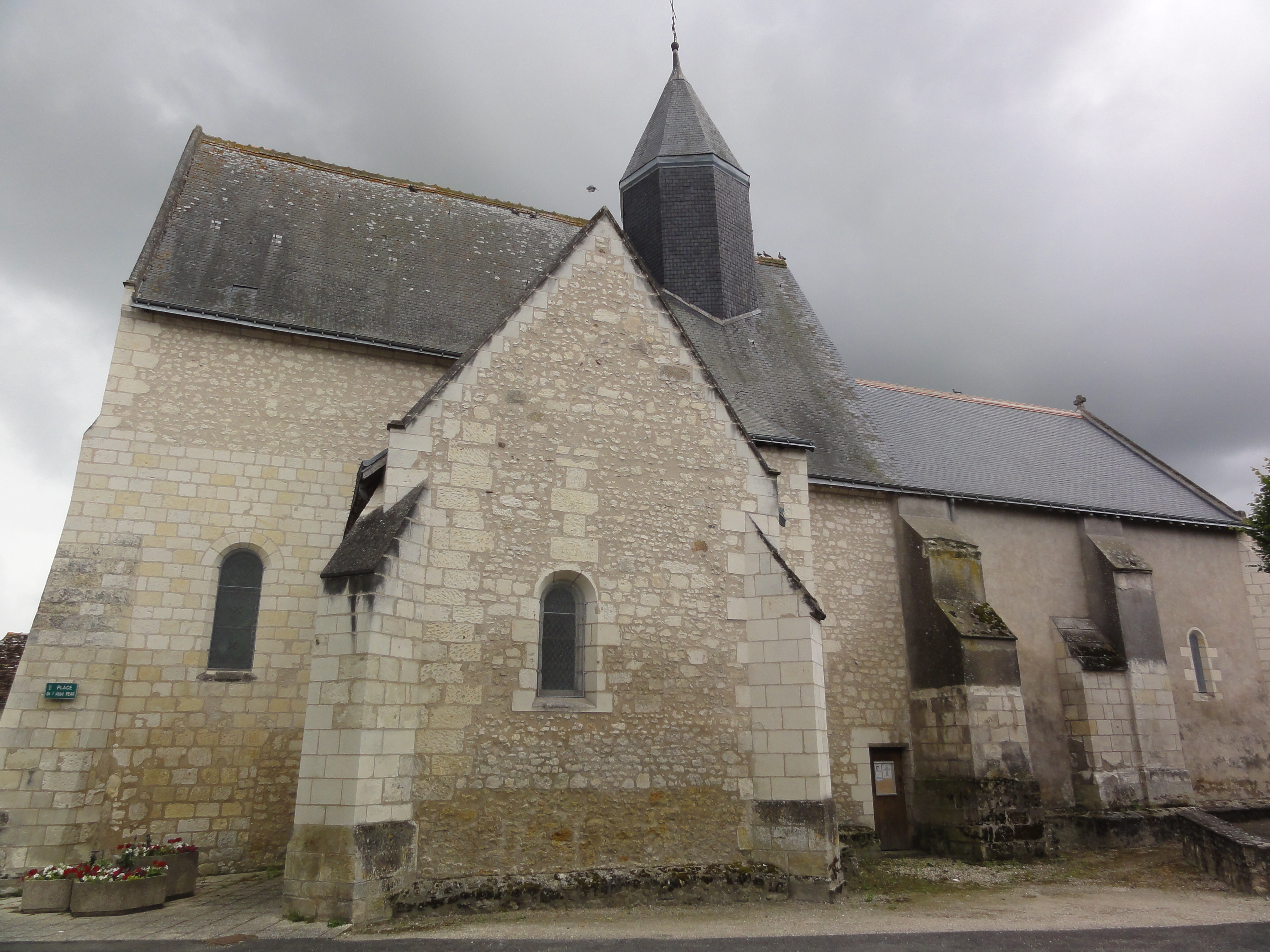
Kirche Saint-Sulpice